# Robert Anderson (Scotland Yard)
En el momento de los crímenes de Whitechapel, Robert Anderson (29 de mayo de 1841 – 15 de noviembre de 1918), era el comisario-asistente de la Oficina de Investigación Criminal o Departamento de Investigación Criminal (C.I.D., sigla de Criminal Investigating Departement) de Scotland Yard, y fue la persona encargada directamente de la investigación sobre el asesino serial Jack el Destripador.
En el momento crucial, ese jerarca estaba de vacaciones en Suiza, y el escándalo de esas muertes violentas fue tal, que prudentemente prefirió continuar sus vacaciones en París, para así tener una mejor comunicación con su oficina. Obviamente ello fue insuficiente, por lo que rápidamente se arregló su retorno a Londres.
En sus memorias « The lighter side of my official life » , Anderson escribió todo un capítulo (el noveno) consagrado enteramente al asunto del destripador. Allí expresó que « No era necesario ser un Sherlock Holmes, para concluir que el criminal era un sádico y un maníaco sexual de tipo violento, que vivía en la zona donde se cometieron los crímenes o al menos que la conocía muy bien, y que si acaso no vivía completamente solo, sus allegados, sabiendo o sospechando su culpabilidad, por alguna razón se rehusaron a denunciarlo a la policía ».
Y hacia el fin del capítulo nueve, Anderson expresaba: « Si digo que el criminal era un judío-polaco, no haría otra cosa que referirme a un hecho probado ». En efecto, durante las investigaciones llevadas a cabo, un testigo judío-polaco identificó sin dudas a uno de los sospechosos como el asesino, quien también era judío-polaco. Pero pronto el testigo se desdijo afirmando que no quería declarar contra alguien que tenía el mismo origen que él. Según Anderson, si la policía inglesa hubiera tenido los mismos poderes y aplicado los mismos procedimientos que la policía francesa de la época, Jack el Destripador hubiera sido enfrentado a la justicia.
Robert Anderson con certeza fue un investigador inteligente, además de escritor y de teólogo.

## Las sospechas de Anderson
Anderson refirió en sus memorias su convencimiento de que Jack el Destripador muy probablemente pertenecía a una clase baja de judíos polacos, y que su impunidad se debió a que aquellos, por razones de solidaridad racial y étnica, rechazaban delatar a uno de los suyos ante la justicia gentil. 
Añadió que la única persona que vio bien al asesino identificó sin vacilar al sospechoso, el cual en ese momento se hallaba internado en un hospital psiquiátrico, pero al advertir que se trataba de un compatriota suyo, se negó a atestiguar en su contra.
Estas opiniones les parecen infundadas a algunos especialistas, quienes intercalan que, si bien era posible que a los judíos que habitaban la Gran Bretaña de entonces les rechinase entregar a la policía a un compatriota, probablemente hubieran hecho justicia ejecutando por mano propia al homicida y, a su vez, estiman que  cuando Anderson formuló esa acusación apuntaba a un sospechoso que demostró fehacientemente ser inocente, a saber:  el zapatero judío John Pizer, alias “Mandil de Cuero”.

## Anderson y su opinión sobre las “cartas” del Destripador
Anderson declaró que la carta que por el año 1910, al tiempo de publicarse sus memorias, se hallaba en exhibición dentro del Museo de Scotland Yard, no constituía obra del verdadero criminal, sino que fue fabricada por una persona a la cual definió como “un emprendedor periodista londinense”.
Atendiendo a la expectación que suscitaba en la gente la difusión que la prensa otorgaba a esa clase de correspondencia, Anderson era del parecer de que ello producía un efecto muy negativo, pues de esa manera se daba pábulo al fomento y a la propagación de errores.
Esta reflexión indujo al antiguo jerarca policial a manifestar que casi tenía la tentación de revelar la identidad del asesino y del reportero que habría escrito la misiva; pero se excusó de aportar públicamente esos nombres, argumentando que si lo hacía vulneraría las tradiciones éticas de su Departamento de Policía.

## Anderson y su supuesta implicación en la “conspiración masónica”
La denominada “conspiración monárquico masónica” incluye a Anderson entre sus componentes. 
De acuerdo con esta formulación, su rango de Segundo Jefe de Scotland Yard en la época de los crímenes del East End londinense, determinó que Anderson actuara a modo de eficaz encubridor junto a su superior, el también masón General Charles Warren, e hiciera (metafóricamente hablando) “la vista gorda”, favoreciendo, a través de la omisión en el cumplimiento de sus deberes, la ejecución del siniestro plan. 
Stephen Knigth, primordial propagador de esa teoría, alega que Robert Anderson representó un activo participante en la conjura para finiquitar a las víctimas del Destripador, y que su condición de masón de elevado grado conformaba un hecho notorio e irrefutable.
No obstante, escritores posteriores, adversos a la hipótesis de la conspiración, abogan por que la pertenencia de Anderson a la logia masónica no resultó en absoluto confirmada.

## Vida personal y fallecimiento
En 1873, se casó con Lady Agnes Alexandrina Moore, con quien tuvo cinco hijos.
Este personaje falleció en 1918 durante la gran pandemia de gripe.
William Henry Smith, en la Cámara de los Comunes del Reino Unido, dijo que Anderson "había cumplido sus deberes con gran habilidad, y con fidelidad perfecta para el público". Y Raymond Blathwayt sobre él escribió: "Sir Robert Anderson es uno de los hombres con quien el país tiene una gran deuda, a pesar que pocos son los que ello afirman".
Anderson y su esposa descansan en el cementerio de Kensal Green (Kensal Green Cemetery).

## Ficción
Anderson figura como uno de los personajes de la novela To Kingdom Come escrita por Will Thomas, así como también en la novela gráfica From Hell de Alan Moore (donde se le presenta como encubridor del asesino).

## Obras publicados

### Sobre asuntos políticos y criminales
- Criminals and Crime, 1907
- The Lighter Side of my Official Life, 1910
- Sidelights on the Home Rule Movement

### Sobre asuntos religiosos
- The Coming Prince
- The Bible and Modern Criticism
- The Bible or the Church
- The Buddha of Christendom
- Daniel In The Critics' Den
- A Doubter's Doubts about Science and Religion (reissued by Cambridge University Press, 2009, ISBN 9781108000147)
- Entail of the Covenant
- Forgotten Truths
- The Gospel and Its Ministry
- The Honour of His Name
- Human Destiny
- The Lord From Heaven
- Misunderstood Texts of the New Testament
- Pseudo-Criticism
- Redemption Truths
- The Silence of God
- Types In Hebrews
- Unfulfilled Prophecy
- The Way